# Oxyethira janella
Oxyethira janella är en nattsländeart som beskrevs av Donald G. Denning 1948. Oxyethira janella ingår i släktet Oxyethira och familjen smånattsländor. Inga underarter finns listade i Catalogue of Life.